# Wereldkampioenschappen schaatsen afstanden 2007
De wereldkampioenschappen afstanden 2007 op de schaats werden van donderdag 8 tot en met zondag 11 maart gehouden in de Utah Olympic Oval schaatshal in Salt Lake City, Verenigde Staten.
Het was het tiende kampioenschap WK afstanden. 

## Schema
Het initiatief van 2005 om het toernooi over vier dagen te spreiden, wordt ook in 2007 toegepast. Het toernooi is verreden volgens onderstaand programma.
| Datum                  | Onderdeel |
| ---------------------- | --- |
| donderdag 8 maart 2007 | 1500 meter vrouwen 5000 meter mannen                                                                                 |
| vrijdag 9 maart 2007   | 500 meter mannen 1e run 3000 meter vrouwen 500 meter mannen 2e run                                                   |
| zaterdag 10 maart 2007 | 500 meter vrouwen 1e run 1000 meter mannen 500 meter vrouwen 2e run 10.000 meter mannen Ploegenachtervolging vrouwen |
| zondag 11 maart 2007   | 1000 meter vrouwen 1500 meter mannen 5000 meter vrouwen Ploegenachtervolging mannen                                  |

## Deelnemende landen
| Canada China Duitsland Finland Frankrijk | Italië Japan Kazachstan Nederland Noorwegen | Oostenrijk Polen Roemenië Rusland Tsjechië | Verenigde Staten Wit-Rusland Zuid-Korea Zweden |

## Resultaten heren

### 500 meter
| #      | Schaatser           | Land             | Punten    | 1e 500m    | 2e 500m      |
| ------ | ------------------- | ---------------- | --------- | ---------- | ------------ |
| Goud   | Lee Kang-seok       | Zuid-Korea       | 68,690 WR | 34,44 (2)  | 34,25 (1) WR |
| Zilver | Yuya Oikawa         | Japan            | 69,020    | 34,45 (3)  | 34,57 (6)    |
| Brons  | Tucker Fredricks    | Verenigde Staten | 69,030    | 34,48 (5)  | 34,55 (3)    |
| 4.     | Lee Kyou-hyuk       | Zuid-Korea       | 69,030    | 34,47 (4)  | 34,56 (5)    |
| 5.     | Dmitri Lobkov       | Rusland          | 69,040    | 34,43 (1)  | 34,61 (7)    |
| 6.     | Joji Kato           | Japan            | 69,240    | 34,69 (8)  | 34,55 (3)    |
| 7.     | Mun Joon            | Zuid-Korea       | 69,360    | 34,66 (7)  | 34,70 (11)   |
| 8.     | Pekka Koskela       | Finland          | 69,380    | 34,63 (6)  | 34,75 (12)   |
| 9.     | Mike Ireland        | Canada           | 69,400    | 34,92 (15) | 34,48 (2)    |
| 10.    | Mika Poutala        | Finland          | 69,410    | 34,76 (12) | 34,65 (8)    |
| 11.    | Yu Fengtong         | China            | 69,420    | 34,73 (9)  | 34,69 (10)   |
| 12.    | Kip Carpenter       | Verenigde Staten | 69,550    | 34,88 (14) | 34,67 (9)    |
| 13.    | Jan Smeekens        | Nederland        | 69,570    | 34,73 (9)  | 34,84 (13)   |
| 14.    | Erben Wennemars     | Nederland        | 69,720    | 34,79 (13) | 34,93 (16)   |
| 15.    | Maciej Ustynowicz   | Polen            | 69,820    | 34,94 (16) | 34,88 (14)   |
| 16.    | Jan Bos             | Nederland        | 70,050    | 35,16 (18) | 34,89 (15)   |
| 17.    | Keiichiro Nagashima | Japan            | 70,150    | 34,73 (9)  | 35,42 (20)   |
| 18.    | Brock Miron         | Canada           | 70,190    | 35,16 (18) | 35,03 (17)   |
| 19.    | Ermanno Ioriatti    | Italië           | 70,260    | 35,21 (20) | 35,05 (18)   |
| 20.    | Denny Morrison      | Canada           | 70,460    | 35,28 (21) | 35,18 (19)   |
| 21.    | Even Wetten         | Noorwegen        | 70,810    | 35,08 (17) | 35,73 (24)   |
| 22.    | Dag-Erik Kleven     | Noorwegen        | 70,990    | 35,54 (22) | 35,45 (21)   |
| 23.    | Chris Needham       | Verenigde Staten | 71,050    | 35,55 (23) | 35,50 (23)   |
| 24.    | Anton Hahn          | Duitsland        | 71,110    | 35,64 (24) | 35,47 (22)   |

### 1000 meter
| #      | Schaatser                 | Land             | Tijd    |
| ------ | ------------------------- | ---------------- | ------- |
| Goud   | Shani Davis               | Verenigde Staten | 1.07,28 |
| Zilver | Denny Morrison            | Canada           | 1.07,30 |
| Brons  | Lee Kyou-hyuk             | Zuid-Korea       | 1.07,51 |
| 4.     | Erben Wennemars           | Nederland        | 1.07,57 |
| 5.     | Mun Joon                  | Zuid-Korea       | 1.07,61 |
| 6.     | Pekka Koskela             | Finland          | 1.08,04 |
| 7.     | Kip Carpenter             | Verenigde Staten | 1.08,36 |
| 8.     | Beorn Nijenhuis           | Nederland        | 1.08,49 |
| 9.     | Aleksej Prosjin           | Rusland          | 1.08,56 |
| 10.    | Dmitri Lobkov             | Rusland          | 1.08,60 |
| 11.    | Simon Kuipers             | Nederland        | 1.08,63 |
| 12.    | Brock Miron               | Canada           | 1.08,74 |
| 13.    | Even Wetten               | Noorwegen        | 1.08,83 |
| 14.    | Keiichiro Nagashima       | Japan            | 1.08,87 |
| 15.    | François Olivier Roberge  | Canada           | 1.08,89 |
| 16.    | Risto Rosendahl           | Finland          | 1.08,91 |
| 17.    | Samuel Schwarz            | Duitsland        | 1.09,08 |
| 18.    | Gao Xuefeng               | China            | 1.09,45 |
| 19.    | Takaharu Nakajima         | Japan            | 1.09,47 |
| 20.    | Mika Poutala              | Finland          | 1.09,51 |
| 20.    | Jevgeni Lalenkov          | Rusland          | 1.09,51 |
| 22.    | Maciej Ustynowicz         | Polen            | 1.09,73 |
| 23.    | Chris Needham             | Verenigde Staten | 1.09,93 |
| 24.    | Christoffer Fagerli Rukke | Noorwegen        | 1.10,29 |

### 1500 meter
| #      | Schaatser                 | Land             | Tijd       |
| ------ | ------------------------- | ---------------- | ---------- |
| Goud   | Shani Davis               | Verenigde Staten | 1.42,39    |
| Zilver | Erben Wennemars           | Nederland        | 1.42,80 NR |
| Brons  | Denny Morrison            | Canada           | 1.42,88    |
| 4.     | Mun Joon                  | Zuid-Korea       | 1.43,87    |
| 5.     | Steven Elm                | Canada           | 1.44,74    |
| 6.     | Håvard Bøkko              | Noorwegen        | 1.44,85    |
| 7.     | François Olivier Roberge  | Canada           | 1.45,04    |
| 8.     | Simon Kuipers             | Nederland        | 1.45,05    |
| 9.     | Even Wetten               | Noorwegen        | 1.45,19    |
| 10.    | Risto Rosendahl           | Finland          | 1.45,46    |
| 11.    | Jan Bos                   | Nederland        | 1.45,47    |
| 12.    | Konrad Niedźwiedzki       | Polen            | 1.45,69    |
| 13.    | Stefan Heythausen         | Duitsland        | 1.45,92    |
| 14.    | Samuel Schwarz            | Duitsland        | 1.46,24    |
| 15.    | Xuefeng Gao               | China            | 1.46,35    |
| 16.    | Matteo Anesi              | Italië           | 1.46,51    |
| 17.    | Christoffer Fagerli Rukke | Noorwegen        | 1.46,55    |
| 18.    | Jarmo Valtonen            | Finland          | 1.47,15    |
| 19.    | Choi Kwun-won             | Zuid-Korea       | 1.47,50    |
| 20.    | Shingo Doi                | Japan            | 1.48,10    |
| 21.    | Luca Stefani              | Italië           | 1.48,20    |
| 22.    | Teruhiro Sugimori         | Japan            | 1.48,78    |
| 23.    | Takaharu Nakajima         | Japan            | 1.52,27    |
| DNS    | Enrico Fabris             | Italië           | DNS        |

### 5000 meter
| #      | Schaatser          | Land             | Tijd          |
| ------ | ------------------ | ---------------- | ------------- |
| Goud   | Sven Kramer        | Nederland        | 6.10,70       |
| Zilver | Enrico Fabris      | Italië           | 6.12,53       |
| Brons  | Carl Verheijen     | Nederland        | 6.15,21       |
| 4.     | Arne Dankers       | Canada           | 6.15,39       |
| 5.     | Ivan Skobrev       | Rusland          | 6.17,36       |
| 6.     | Håvard Bøkko       | Noorwegen        | 6.18,10       |
| 7.     | Wouter Olde Heuvel | Nederland        | 6.19,09       |
| 8.     | Justin Warsylewicz | Canada           | 6.21,61       |
| 9.     | Øystein Grødum     | Noorwegen        | 6.22,66       |
| 10.    | Shani Davis        | Verenigde Staten | 6.23,05       |
| 11.    | Johan Röjler       | Zweden           | 6.25,21       |
| 12.    | Robert Lehmann     | Duitsland        | 6.25,98       |
| 13.    | Steven Elm         | Canada           | 6.25,99       |
| 14.    | Hiroki Hirako      | Japan            | 6.27,24       |
| 15.    | Eskil Ervik        | Noorwegen        | 6.29,77       |
| 16.    | Marco Weber        | Duitsland        | 6.30,18       |
| 17.    | Matteo Anesi       | Italië           | 6.30,47       |
| 18.    | Gao Xuefeng        | China            | 6.31,75       |
| 19.    | Artjom Beloesov    | Rusland          | 6.32,20       |
| 20.    | Sławomir Chmura    | Polen            | 6.33,30       |
| 21.    | Alexis Contin      | Frankrijk        | 6.35,30       |
| 22.    | Choi Kwun-won      | Zuid-Korea       | 6.37,12       |
| 23.    | Tobias Schneider   | Duitsland        | 6.47,36       |
| 24.    | Chad Hedrick       | Verenigde Staten | 6.48,02 (val) |

### 10.000 meter
| #      | Schaatser       | Land             | Tijd        |
| ------ | --------------- | ---------------- | ----------- |
| Goud   | Sven Kramer     | Nederland        | 12.41,69 WR |
| Zilver | Carl Verheijen  | Nederland        | 13.00.46    |
| Brons  | Brigt Rykkje    | Nederland        | 13.06,03    |
| 4.     | Arne Dankers    | Canada           | 13.11,25    |
| 5.     | Håvard Bøkko    | Noorwegen        | 13.17,50    |
| 6.     | Johan Röjler    | Zweden           | 13.18,89    |
| 7.     | Chad Hedrick    | Verenigde Staten | 13.20,69    |
| 8.     | Marco Weber     | Duitsland        | 13.21,83    |
| 9.     | Robert Lehmann  | Duitsland        | 13.22,33    |
| 10.    | Øystein Grødum  | Noorwegen        | 13.22,84    |
| 11.    | Tristan Loy     | Frankrijk        | 13.24,05    |
| 12.    | Dmitri Babenko  | Kazachstan       | 13.27,30    |
| 13.    | Hiroki Hirako   | Japan            | 13.28,05    |
| 14.    | Eskil Ervik     | Noorwegen        | 13.28,51    |
| 15.    | Alexis Contin   | Frankrijk        | 13.52,15    |
| DQ     | Artjom Beloesov | Rusland          | -           |

### Ploegenachtervolging
| #      | Land             | Schaatsers                                            | Tijd       |
| ------ | ---------------- | ----------------------------------------------------- | ---------- |
| Goud   | Nederland        | Sven Kramer Carl Verheijen Erben Wennemars            | 3.37,81 WR |
| Zilver | Canada           | Arne Dankers Denny Morrison Justin Warsylewicz        | 3.38,31    |
| Brons  | Rusland          | Aleksej Joenin Jevgeni Lalenkov Ivan Skobrev          | 3.41,23    |
| 4.     | Japan            | Shingo Doi Hiroki Hirako Teruhiro Sugimori            | 3.46,60    |
| 5.     | Duitsland        | Stefan Heythausen Robert Lehmann Tobias Schneider     | 3.46,74    |
| 6.     | Zweden           | Joel Eriksson Daniel Friberg Johan Röjler             | 3.48,96    |
| 7.     | Polen            | Sławomir Chmura Konrad Niedźwiedzki Maciej Ustynowicz | 3.56,18    |
| 8.     | Verenigde Staten | Chad Hedrick Charles Leveille Trevor Marsicano        | val        |

## Resultaten dames

### 500 meter
| #      | Schaatser           | Land             | Punten    | 1e 500m    | 2e 500m      |
| ------ | ------------------- | ---------------- | --------- | ---------- | ------------ |
| Goud   | Jenny Wolf          | Duitsland        | 74,420 WR | 37,38 (2)  | 37,04 (1) WR |
| Zilver | Wang Beixing        | China            | 74,530    | 37,24 (1)  | 37,29 (2)    |
| Brons  | Sayuri Osuga        | Japan            | 75,200    | 37,69 (3)  | 37,51 (3)    |
| 4.     | Lee Sang-hwa        | Zuid-Korea       | 75,830    | 37,81 (4)  | 38,02 (8)    |
| 5.     | Tomomi Okazaki      | Japan            | 75,930    | 38,04 (6)  | 37,89 (5)    |
| 6.     | Shihomi Shinya      | Japan            | 76,010    | 37,98 (5)  | 38,03 (9)    |
| 7.     | Annette Gerritsen   | Nederland        | 76,080    | 38,11 (7)  | 37,97 (6)    |
| 8.     | Svetlana Kajkan     | Rusland          | 76,220    | 38,12 (8)  | 38,10 (11)   |
| 9.     | Xing Aihua          | China            | 76,310    | 38,55 (15) | 37,76 (4)    |
| 10.    | Margot Boer         | Nederland        | 76,370    | 38,38 (11) | 37,99 (7)    |
| 11.    | Chiara Simionato    | Italië           | 76,440    | 38,40 (13) | 38,04 (10)   |
| 12.    | Xiaomei Sheng       | China            | 76,440    | 38,32 (9)  | 38,12 (12)   |
| 13.    | Shannon Rempel      | Canada           | 76,620    | 38,32 (9)  | 38,30 (13)   |
| 14.    | Judith Hesse        | Duitsland        | 76,720    | 38,38 (11) | 38,34 (14)   |
| 15.    | Pamela Zoellner     | Duitsland        | 76,960    | 38,50 (14) | 38,46 (15)   |
| 16.    | Elli Ochowicz       | Verenigde Staten | 77,500    | 38,82 (18) | 38,68 (16)   |
| 17.    | Paulina Wallin      | Zweden           | 77,540    | 38,79 (16) | 38,75 (18)   |
| 18.    | Kim Weger           | Canada           | 77,550    | 38,81 (17) | 38,74 (17)   |
| 19.    | Sanne van der Star  | Nederland        | 78,010    | 39,01 (19) | 39,00 (19)   |
| 20.    | Chris Witty         | Verenigde Staten | 78,470    | 39,27 (20) | 39,20 (20)   |
| 21.    | Svetlana Radkevitsj | Wit-Rusland      | 78,740    | 39,41 (21) | 39,33 (21)   |
| 22.    | Krisy Myers         | Canada           | 79,500    | 39,71 (23) | 39,79 (22)   |
| 23.    | Jessica Smith       | Verenigde Staten | 80,000    | 39,65 (22) | 40,35 (24)   |
| 24.    | Hedvig Bjelkevik    | Noorwegen        | 80,330    | 40,35 (24) | 39,98 (23)   |

### 1000 meter
| #      | Schaatser           | Land             | Tijd    |
| ------ | ------------------- | ---------------- | ------- |
| Goud   | Ireen Wüst          | Nederland        | 1.13,83 |
| Zilver | Anni Friesinger     | Duitsland        | 1.14,26 |
| Brons  | Christine Nesbitt   | Canada           | 1.14,44 |
| 4.     | Chiara Simionato    | Italië           | 1.14,53 |
| 5.     | Wang Fei            | China            | 1.14,96 |
| 6.     | Kristina Groves     | Canada           | 1.15,19 |
| 7.     | Margot Boer         | Nederland        | 1.15,20 |
| 8.     | Annette Gerritsen   | Nederland        | 1.15,27 |
| 9      | Shannon Rempel      | Canada           | 1.15,36 |
| 10.    | Shihomi Shinya      | Japan            | 1.15,51 |
| 11.    | Chris Witty         | Verenigde Staten | 1.15,74 |
| 12.    | Svetlana Kajkan     | Rusland          | 1.15,89 |
| 13.    | Judith Hesse        | Duitsland        | 1.15,91 |
| 13.    | Nao Kodaira         | Japan            | 1.15,91 |
| 15.    | Wang Beixing        | China            | 1.15,92 |
| 16.    | Sayuri Yoshii       | Japan            | 1.15,93 |
| 17.    | Jekaterina Abramova | Rusland          | 1.16,02 |
| 18.    | Pamela Zoellner     | Duitsland        | 1.16,08 |
| 19.    | Ren Hui             | China            | 1.16,76 |
| 20.    | Lee Sang-hwa        | Zuid-Korea       | 1.17,18 |
| 21.    | Hedvig Bjelkevik    | Noorwegen        | 1.17,53 |
| 22.    | Paulina Wallin      | Zweden           | 1.18,96 |
| 23.    | Svetlana Radkevitsj | Wit-Rusland      | 1.18,99 |

### 1500 meter
| #      | Schaatser            | Land             | Tijd    |
| ------ | -------------------- | ---------------- | ------- |
| Goud   | Ireen Wüst           | Nederland        | 1.52,71 |
| Zilver | Cindy Klassen        | Canada           | 1.53,40 |
| Brons  | Kristina Groves      | Canada           | 1.54,39 |
| 4.     | Maki Tabata          | Japan            | 1.54,97 |
| 5.     | Paulien van Deutekom | Nederland        | 1.55,47 |
| 6.     | Christine Nesbitt    | Canada           | 1.55,79 |
| 7.     | Marja Vis            | Nederland        | 1.56,28 |
| 8.     | Chiara Simionato     | Italië           | 1.56,42 |
| 9.     | Wang Fei             | China            | 1.56,85 |
| 10.    | Lee Ju-youn          | Zuid-Korea       | 1.57,58 |
| 11.    | Lucille Opitz        | Duitsland        | 1.58,21 |
| 12.    | Catherine Raney      | Verenigde Staten | 1.58,56 |
| 13.    | Masako Hozumi        | Japan            | 1.58,92 |
| 14.    | Hiromi Otsu          | Japan            | 1.59,17 |
| 15.    | Anna Ringsred        | Verenigde Staten | 1.59,85 |
| 16.    | Maria Lamb           | Verenigde Staten | 2.00,43 |
| 17.    | Hedvig Bjelkevik     | Noorwegen        | 2.00,66 |
| 18.    | Anna Rokita          | Oostenrijk       | 2.01,53 |
| 19.    | Katarzyna Wójcicka   | Polen            | 2.03,68 |

### 3000 meter
| #      | Schaatser            | Land             | Tijd    |
| ------ | -------------------- | ---------------- | ------- |
| Goud   | Martina Sáblíková    | Tsjechië         | 3.58,09 |
| Zilver | Renate Groenewold    | Nederland        | 3.58,41 |
| Brons  | Cindy Klassen        | Canada           | 3.58,50 |
| 4.     | Claudia Pechstein    | Duitsland        | 3.59,11 |
| 5.     | Ireen Wüst           | Nederland        | 3.59,74 |
| 6.     | Paulien van Deutekom | Nederland        | 4.00,50 |
| 7.     | Daniela Anschütz     | Duitsland        | 4.00,66 |
| 8.     | Kristina Groves      | Canada           | 4.01,92 |
| 9.     | Maki Tabata          | Japan            | 4.02,53 |
| 10.    | Maren Haugli         | Noorwegen        | 4.03,33 |
| 11.    | Wang Fei             | China            | 4.04,61 |
| 12.    | Catherine Raney      | Verenigde Staten | 4.05,31 |
| 13.    | Clara Hughes         | Canada           | 4.05,77 |
| 14.    | Lee Ju-youn          | Zuid-Korea       | 4.09,14 |
| 15.    | Andrea Jirků         | Tsjechië         | 4.09,78 |
| 16.    | Hiromi Otsu          | Japan            | 4.10,27 |
| 17.    | Katrin Mattscherodt  | Duitsland        | 4.10,43 |
| 18.    | Anna Rokita          | Oostenrijk       | 4.11,14 |
| 19.    | Masako Hozumi        | Japan            | 4.11,34 |
| 20.    | Natalja Ribakova     | Kazachstan       | 4.12,47 |
| 21.    | Mari Hemmer          | Noorwegen        | 4.13,54 |
| 22.    | Maria Lamb           | Verenigde Staten | 4.16,94 |
| 23.    | Oana Opincariu       | Roemenië         | 4.18,14 |

### 5.000 meter
| #      | Schaatser           | Land             | Tijd       |
| ------ | ------------------- | ---------------- | ---------- |
| Goud   | Martina Sáblíková   | Tsjechië         | 6.45,61 WR |
| Zilver | Claudia Pechstein   | Duitsland        | 6.50,79    |
| Brons  | Kristina Groves     | Canada           | 6.58,41    |
| 4.     | Daniela Anschütz    | Duitsland        | 6.59,05    |
| 5.     | Maren Haugli        | Noorwegen        | 6.59,77    |
| 6.     | Marja Vis           | Nederland        | 7.02,50    |
| 7.     | Maki Tabata         | Japan            | 7.04,37    |
| 8.     | Gretha Smit         | Nederland        | 7.05,38    |
| 9.     | Catherine Raney     | Verenigde Staten | 7.05,62    |
| 10.    | Svetlana Vysokova   | Rusland          | 7.07,08    |
| 11.    | Andrea Jirků        | Tsjechië         | 7.07,97    |
| 12.    | Michèle D'amours    | Canada           | 7.08,09    |
| 13.    | Renate Groenewold   | Nederland        | 7.10,44    |
| 14.    | Katrin Mattscherodt | Duitsland        | 7.10,63    |
| 15.    | Eriko Ishino        | Japan            | 7.11,33    |
| 16.    | Masako Hozumi       | Japan            | 7.23,51    |

### Ploegenachtervolging
| #      | Land             | Schaatssters                                             | Tijd    |
| ------ | ---------------- | -------------------------------------------------------- | ------- |
| Goud   | Canada           | Kristina Groves Christine Nesbitt Shannon Rempel         | 2.58,15 |
| Zilver | Nederland        | Paulien van Deutekom Renate Groenewold Ireen Wüst        | 2.59,18 |
| Brons  | Duitsland        | Daniela Anschütz Lucille Opitz Claudia Pechstein         | 2.59,38 |
| 4.     | Rusland          | Jekaterina Abramova Galina Lichatsjova Svetlana Vysokova | 3.00,77 |
| 5.     | Verenigde Staten | Maria Lamb Mia Manganello Anna Ringsred                  | 3.06,28 |
| 6.     | Japan            | Masako Hozumi Eriko Ishino Hiromi Otsu                   | 3.07,44 |
| 7.     | Polen            | Karolina Ksyt Katarzyna Wójcicka Luiza Zlotkowska        | 3.10,40 |

## Medaillespiegel
| Plaats | Land             | Goud | Zilver | Brons | Totaal |
| 1      | Nederland        | 5    | 4      | 2     | 11     |
| 2      | Verenigde Staten | 2    | 0      | 1     | 3      |
| 3      | Tsjechië         | 2    | 0      | 0     | 2      |
| 4      | Canada           | 1    | 3      | 5     | 9      |
| 5      | Duitsland        | 1    | 2      | 1     | 4      |
| 6      | Zuid-Korea       | 1    | 0      | 1     | 2      |
| 7      | Japan            | 0    | 1      | 1     | 2      |
| 8      | Italië           | 0    | 1      | 0     | 1      |
| 8      | China            | 0    | 1      | 0     | 1      |
| 10     | Rusland          | 0    | 0      | 1     | 1      |
| Totaal | Totaal           | 12   | 12     | 12    | 36     |